# Józef Popkiewicz (starosta)
Józef Popkiewicz (ur. w r. 1814 lub 1815, zm. 1 maja 1891) – c. k. starosta w Tłustem (niem. bezirkvorsteher) w 1857, 1858, 1863, 1865, 1866, radca, sędzia w Uścieczku (m.in. w 1870, 1872, 1874, 1875, 1876, 1877, 1880, 1883),  
Pochowany na cmentarzu miejskim w Buczaczu, gdzie znajduje się dość dobrze zachowany jego nagrobek (zdjęcie zmarłego zostało zniszczone).